# Línea 48A (Movibus)
La línea 48A de la red de autobuses interurbanos de la Región de Murcia (Movibus) une Pozo Aledo y el Hospital Universitario de Los Arcos con San Pedro del Pinatar.

## Características
Fue puesta en servicio el 3 de diciembre de 2021, con la entrada en vigor de la primera fase de Movibus. Heredó el recorrido de la línea pinatarense 1, prestada por la empresa Autocares La Inmaculada.
Es la única línea con parada en la Ronda del Norte y la Avenida El Mirador (ambas en San Javier), y también en la zona sur de Santiago de La Ribera (dando cobertura al Museo Aeronáutico Tiflológico y la Playa de Barnuevo).
Junto con la línea 48B, también realiza parada en las inmediaciones del Dos Mares Shopping.
La línea no mantiene los mismos horarios todo el año, en verano aumentan el número de expediciones, además de los días excepcionales vísperas de festivo y festivos de Navidad en los que los horarios también cambian y se reducen.
Pertenece a la concesión RMU-004 "Metropolitana Cartagena-Mar Menor", y es operada por ALSA (TUCARSA).

## Horarios

### Invierno
| Lunes a viernes laborables     | Lunes a viernes laborables     | Sábados laborables             | Sábados laborables             | Domingos y festivos            | Domingos y festivos            |
| Hospital Los Arcos > San Pedro | San Pedro > Hospital Los Arcos | Hospital Los Arcos > San Pedro | San Pedro > Hospital Los Arcos | Hospital Los Arcos > San Pedro | San Pedro > Hospital Los Arcos |
| 08:00                          | 07:15                          | 09:00                          | 08:15                          | 10:30                          | 09:30                          |
| 09:30                          | 08:45                          | 12:00                          | 10:00                          | 12:30                          | 11:30                          |
| 11:30                          | 10:30                          | 14:00                          | 13:00                          | 14:30                          | 13:30                          |
| 13:30                          | 12:30                          | 16:00                          | 15:00                          | 16:30                          | 15:30                          |
| 15:00                          | 14:15                          | 18:00                          | 17:00                          | 18:30                          | 17:30                          |
| 16:30                          | 15:45                          | 20:00                          | 19:00                          | 20:30                          | 19:30                          |
| 18:30                          | 17:30                          | 22:00                          | 21:00                          |                                |                                |
| 20:00                          | 19:30                          |                                |                                |                                |                                |

### Verano
| Todos los días                 |                                |                                |                                |                                |                                |                                |                                |                                |                                |                                |                                |                                |                                |                                |                                |                                |                                |                                |                                |                                |                                |                                |                                |                                |                                |                                |                                |                                |                                |                                |                                |
| Hospital Los Arcos > San Pedro | Hospital Los Arcos > San Pedro | Hospital Los Arcos > San Pedro | Hospital Los Arcos > San Pedro | Hospital Los Arcos > San Pedro | Hospital Los Arcos > San Pedro | Hospital Los Arcos > San Pedro | Hospital Los Arcos > San Pedro | Hospital Los Arcos > San Pedro | Hospital Los Arcos > San Pedro | Hospital Los Arcos > San Pedro | Hospital Los Arcos > San Pedro | Hospital Los Arcos > San Pedro | Hospital Los Arcos > San Pedro | Hospital Los Arcos > San Pedro | Hospital Los Arcos > San Pedro | San Pedro > Hospital Los Arcos | San Pedro > Hospital Los Arcos | San Pedro > Hospital Los Arcos | San Pedro > Hospital Los Arcos | San Pedro > Hospital Los Arcos | San Pedro > Hospital Los Arcos | San Pedro > Hospital Los Arcos | San Pedro > Hospital Los Arcos | San Pedro > Hospital Los Arcos | San Pedro > Hospital Los Arcos | San Pedro > Hospital Los Arcos | San Pedro > Hospital Los Arcos | San Pedro > Hospital Los Arcos | San Pedro > Hospital Los Arcos | San Pedro > Hospital Los Arcos | San Pedro > Hospital Los Arcos |
| 07                             | 08                             | 09                             | 10                             | 11                             | 12                             | 13                             | 14                             | 15                             | 16                             | 17                             | 18                             | 19                             | 20                             | 21                             | 22                             | 07                             | 08                             | 09                             | 10                             | 11                             | 12                             | 13                             | 14                             | 15                             | 16                             | 17                             | 18                             | 19                             | 20                             | 21                             | 22                             |
|                                | 00                             | 00                             | 00                             | 00                             | 00                             | 00                             | 00                             | 00                             | 00                             | 00                             | 00                             | 00                             | 00                             | 00                             | 00                             | 15                             | 00                             | 00                             | 00                             | 00                             | 00                             | 00                             | 00                             | 00                             | 00                             | 00                             | 00                             | 00                             | 00                             | 00                             | 00                             |
| Sólo sábados laborables        |                                |                                |                                |                                |                                |                                |                                |                                |                                |                                |                                |                                |                                |                                |                                |                                |                                |                                |                                |                                |                                |                                |                                |                                |                                |                                |                                |                                |                                |                                |                                |

## Recorrido y paradas

### Sentido San Pedro del Pinatar
| Parada                                      | Común con            |
| ------------------------------------------- | -------------------- |
| Hospital Los Arcos                          | 47 49 411            |
| Pozo Aledo                                  | 47 49 411            |
| Los Canteros                                | 47 48B 49 411        |
| San Javier (Parque Almansa)                 | 47 49                |
| Los Bloques                                 | 47 49                |
| Cuatro Picos                                | 47 49                |
| Pescadores de la Ribera                     | 46 47 49             |
| La Ribera - Guardia Civil                   | 46 47 49             |
| La Ribera - Iglesia                         |                      |
| Virgen de Loreto, 70                        | 46 47 49             |
| Virgen de Loreto - Kiosco                   | 46 47 49             |
| Avenida El Mirador                          |                      |
| C.C. Dos Mares                              | 48B                  |
| Avenida El Mirador - Islas Cíes             |                      |
| Ronda Norte                                 |                      |
| Avda. Academia General del Aire             | 47 49                |
| Calle Hortensia                             | 47 49                |
| Hotel Neptuno                               | 46 47 49             |
| Lo Pagán (Feria)                            | 46 47 49             |
| Gasolinera Lo Pagán                         | 46 47 49             |
| Fábrica de Chocolate                        | 46 47 49             |
| Pescadores de San Pedro                     | 46 47 49             |
| Avda. de Las Salinas                        | 46 47 49             |
| Centro de Salud de San Pedro                |                      |
| Estación de Autobuses San Pedro del Pinatar | 46 47 48B 49 410 411 |

### Sentido Hospital Los Arcos
| Parada                                      | Común con            |
| ------------------------------------------- | -------------------- |
| Estación de Autobuses San Pedro del Pinatar | 46 47 48B 49 410 411 |
| Centro de Salud de San Pedro                |                      |
| Avda. de Las Salinas                        | 46 47 49             |
| Pescadores de San Pedro                     | 46 47 49             |
| Fábrica de Chocolate                        | 46 47 49             |
| Gasolinera Lo Pagán                         | 46 47 49             |
| Lo Pagán (Feria)                            | 46 47 49             |
| Hotel Neptuno                               | 46 47 49             |
| Calle Hortensia                             | 47 49                |
| Avda. Academia General del Aire             | 47 49                |
| Ronda Norte                                 |                      |
| Avenida El Mirador                          |                      |
| C.C. Dos Mares                              | 48B                  |
| Avenida El Mirador - Islas Cíes             |                      |
| Virgen de Loreto - Kiosco                   | 46 47 49             |
| Virgen de Loreto, 70                        | 46 47 49             |
| La Ribera - Iglesia                         |                      |
| La Ribera - Guardia Civil                   | 46 47 49             |
| Pescadores de la Ribera                     | 46 47 49             |
| Cuatro Picos                                | 47 49                |
| Los Bloques                                 | 47 49                |
| Av. Calderón de la Barca - Parque Almansa   | 47 49                |
| Calle Jabalina (Desvío)                     | 47 49                |
| San Javier (Av. Pinatar)                    | 46 47 48B 49 411     |
| Los Canteros                                | 47 48B 49 411        |
| Pozo Aledo                                  | 47 49 411            |
| Hospital Los Arcos                          | 47 49 411            |